# ジュース (小惑星)
ジュース (12002 Suess) は、小惑星帯にある小惑星である。チェコの天文学者ペトル・プラヴェツ (Petr Pravec) とレンカ・シャロウノヴァーがオンドレヨフ天文台で発見した。
イギリス生まれの地質学者、エドアルト・ジュースから名付けられた。